# Pristimantis lirellus
Pristimantis lirellus es una especie de anfibio anuro de la familia Craugastoridae.

## Distribución
Esta especie es endémica de la provincia de Lamas en la región de San Martín de Perú. Habita entre los 470 y 1200 m de altitud en la Cordillera Central.

## Publicación original
- Dwyer, 1995: A new species of Eleutherodactylus from Peru (Anura: Leptodactylidae). Amphibia-Reptilia, vol. 16, n.º 3, p. 245-256.[5]